# Metropolitano de Xangai
O metrô de Xangai é um sistema de metropolitano em Xangai, operando serviços de trânsito urbano e suburbano para 14 de seus 16 distritos municipais e para o município vizinho de Huaqiao, em Kunshan, província de Jiangsu.
Constituindo a grande maioria da rede ferroviária de Xangai, mais ampla e multioperadora, o sistema de metrô de Xangai é o segundo maior sistema de metrô do mundo em extensão de rota, totalizando 808 quilômetros  e o segundo maior sistema em número de estações, com 508 estações em 19 linhas. 
Também ocupa o primeiro lugar no mundo em número de passageiros anuais, com 3,88 bilhões de viagens realizadas em 2019. O último recorde diário de passageiros foi estabelecido em 9 de março de 2024, com 13,39 milhões de viagens. Desde a pandemia de COVID-19, o número de passageiros ainda se situa rotineiramente acima dos 10 milhões num dia útil médio, o que representa 73% das viagens em transporte público na cidade.

## Sistema

### Linhas
| Linha  | Terminais                                                  | Conclusão da Linha | Mais recente extensão adicionada | Extensão | Estações |
| ------ | ---------------------------------------------------------- | ------------------ | -------------------------------- | -------- | -------- |
| 1      | Fujin Road - Xinzhuang                                     | 1993               | 2007                             | 36.4 km  | 28       |
| 2      | Songhong Road - Guanglan Road                              | 1999               | 2010                             | 25.2 km  | 17       |
| 3      | Jiangyang Road (Norte) - Estação Ferroviária do Sul Xangai | 2000               | 2006                             | 40.3 km  | 29       |
| 4      | Retorno em Yishan                                          | 2005               | 2007                             | 33.7 km  | 26       |
| 5      | Xinzhuang - Minhang Development Zone                       | 2003               | 2003                             | 17.04 km | 11       |
| 6      | Gangcheng Road - Lingyan Road (Sul)                        | 2007               | 2007                             | 33.1 km  | 27       |
| 7      | Universidade de Xangai - Huamu Road                        | 2009               | 2009                             | 34 km    | 26       |
| 8      | Shiguang Road - Aerospace Museum                           | 2007               | 2009                             | 37.4 km  | 28       |
| 9      | Songjiang Newcity - Century Avenue                         | 2007               | 2009                             | 42 km    | 22       |
| 11     | Jiading Norte - Jiangsu Road                               | 2009               | 2009                             | 33 km    | 16       |
| Total: | Total:                                                     | Total:             | Total:                           | 335 km   | 223      |

### Baldeações

Evolução do Metrô de Xangai

As estações de baldeação são as seguintes:
- Xinzhuang faz o intercâmbio entre a Linha 1 e a Linha 5.
- Shanghai South Railway Station faz o intercâmbio entre a Linha 1 e a Linha 3.
- Shanghai Indoor Stadium faz o intercâmbio entre a Linha 1 e a Linha 4.
- People's Square faz o intercâmbio entre a Linha 1, Linha 2. e a Linha 8.
- Shanghai Railway Station é considerado uma estação de intercâmbio entre a Linha 1, Linha 3. e a Linha 4, mas para que se passe de uma linha a outra é preciso sair da estação e entrar novamente por um túnel.
- Zhongshan Park faz o intercâmbio entre a Linha 2, Linha 3. e a Linha 4.
- Shiji Avenue faz o intercâmbio entre a Linha 2, Linha 4. e a Linha 6.
- Hongkou Stadium é considerado uma estação de intercâmbio entre a Linha 3, Linha 8, mas para passar de uma linha a outra é preciso sair da estação e então entrar novamente. Isso porque a Linha 3 está ao nível do solo ao passo que a Linha 8 é subterrânea. Essa estação se tornará mais funcional quando uma loja de departamentos for aberta for concluída.
- Baoshan Road, Zhongtan Road, Zhenping Road, Caoyang Road, Jinshajiang Road, Yan'an Road (Oeste), e Hongqiao Road são intercâmbios entre a Linha 3 e a  Linha 4. É onde a Linha 3 e a Linha 4 se unem e passam a correr lado a lado entre Baoshan Road e Hongqiao Road.
- Yishan Road faz o intercâmbio entre a Linha 1 e a Linha 5. Outros meios de transporte público operam atualmente, pois a Linha 9 não se encontra conectada a nenhuma outra linha. Esses meios permitem que passageiros viagem de Guilin Road na Linha 9 até Yishan Road na Linha 3. Além disso, Yishan Road também é uma estação da Linha 4, que fica bastante próxima à estação da linha 3. No entanto, não é possível a locomoção entre essas duas linhas na Yishan Road.
- Lancun Road faz o intercâmbio entre a Linha 4 e a Linha 6. A norte, a Linha 4 e a Linha 6 fazem paradas em Pudian Road, mas essas duas estações não são próximas e o intercâmbio não é possível.
- Xizang Road (Sul) faz o intercâmbio entre a Linha 4 e a Linha 8.

### Estações

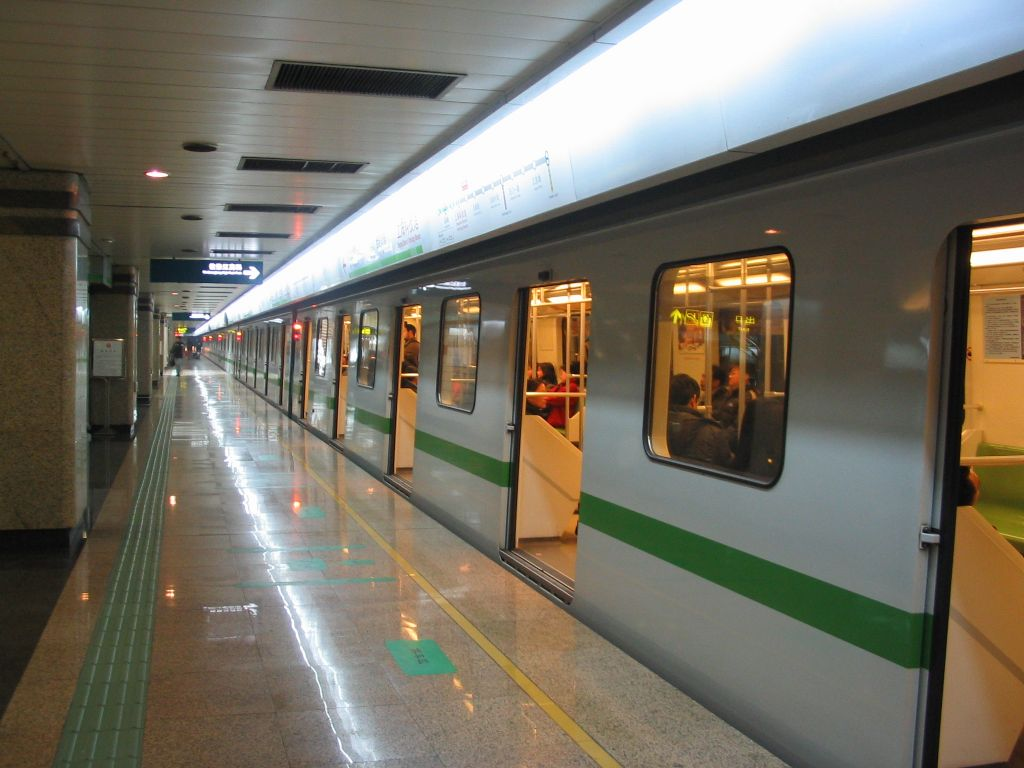
O Museu de Ciência e Tecnologia de Xangai, na Linha 2

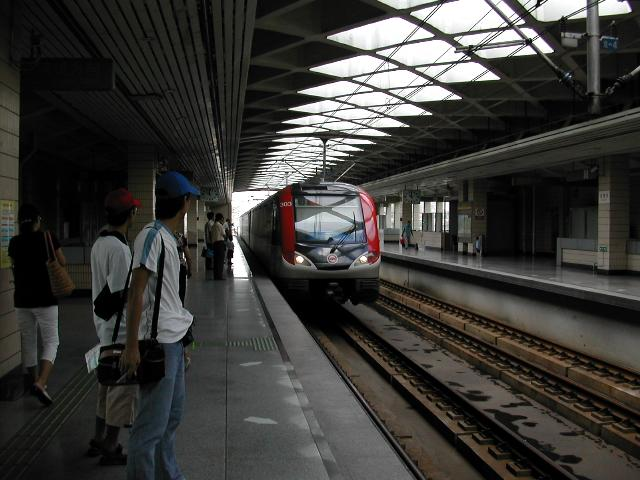
Uma estação na extensão seperficial da Linha 3

A estação mais movimentada do metrô de Xangai é a Estação People's Square (Linha 1, Linha 2, Linha 8). Como uma estação de intercâmbio norte-sul, a Linha 1 e leste-oeste, a Linha 2; ficam completamente congestionadas durante os horários de pico. Essas duas estações estão sempre superlotadas, em parte devido ao fato de estarem localizadas próximas a grandes shoppings e pontos turísticos, tais como a Nanjing Road (E.) Pedestrian Street bem como o Museu de Xangai, People's Park, o Grande Teatro de Xangai e a People's Square.
A Estação Xujiahui (Linha 1) está localizada em Xujiahui, o maior centro comercial de Xangai. Seis grandes shoppings e oito arranha-céus comerciais estão a apenas três minutos de caminhada de qualquer uma das catorze saídas da estação, o maior número de saídas de entre todas as estações do metrô de Xangai.
A Estação Lujiazui (Linha 2) é a maior parada na área de Pudong. Está situada no coração do distrito financeiro de Lujiazui, a zona de desenvolvimento financeiro Xangai. O novo símbolo da cidade, a Oriental Pearl Tower, está a uma distância de poucos metros da estação, bem como a Jin Mao Tower, o edifício mais alto da China continental. Comparada às estações de Xujiahui e People's Square, Lujiazui não é particularmente tão movimentada em horários de pico ou em finais de semana.
A Estação Shanghai Railway (Linha 1, Linha 3 e Linha 4) é o maior hub do setor de transportes em Xangai, contendo a estação ferroviária, as linhas subterrâneas e a parada para muitas linhas de ônibus de Xangai bem como ônibus que realizam transporte interprovincial. Essas linhas de ônibus logo terão seu próprio hub, uma nova estação atualmente em construção atrás da estação de trens. A estação da Linha 1 está localizada na zona sul, ao passo que as estações das Linhas 3 e Linha 4 estão na zona norte. Essas duas estações são separadas, então não chegam a ser um intercâmbio entre as Linha 1 e Linha 3, Linha 4, mas apenas uma mesma parada de intercâmbio nas Linhas 3 e 4.
Estação Zhongshan Park (Linha 2, Linha 3 e Linha 4) não chega a ser um terminal oeste da Linha 2, mas ainda assim é uma estação super-congestionada. Estação Shiji Avenue (Linha 2 e Linha 4): é a maior estação de intercâmbio.